# 張宏 (宋朝)
张宏（939年—1001年），字巨卿，青州益都县（今山东省青州市）人，北宋政治人物，唐朝易定节度使张茂昭的玄孙。
张宏曾祖张元，官至易州（今河北省易县）刺史。祖父张持，官至蒲城（今陕西省蒲城县）县令。父亲张峭，研习《春秋》，科举不第，退居山林，后唐天成年间，以张茂昭的后代补协律郎，官至平利（今陕西省平利县）县令。
宋太宗太平兴国二年（977年）进士，担任将作监丞，通判宣州。改任太子中允、直史馆，转任著作郎，赐绯服鱼袋，参预编修《太平御览》，历任左拾遗。太平兴国六年（981年），出任峡路转运副使，加左补阙。废除副使时，知遂州，以勤勉干练著称，入朝为度支员外郎。
雍熙年间，吕蒙正、李至、张齐贤、王沔推荐他的文章德行，改任主客郎中、史馆修撰。数日后，以本官充任枢密直学士，赐金鱼袋、紫袍。宋太宗在便殿召见他，对他说：“成都重地，卿为朕镇守。”于是厚赐派他赴任。至郑州，召他回京，拜为右谏议大夫、枢密副使。等到太宗亲自考试礼部不合格的贡士，令枢密院发下公文，于是对张宏说：“朕自即位以来，亲选人材，大的为栋梁，小的为榱桷，卿和吕蒙正都被朕选中，大臣颇有反对的议论。不是朕独断，岂能得此高位？”张宏叩首拜谢。
当时河北用兵对抗契丹，张宏身居高位没有建议，御史中丞赵昌言多次上言边事，于是以赵昌言为枢密副使，张宏为御史中丞，两人对换职务。端拱初年，改为工部侍郎，再为枢密副使。淳化二年，以吏部侍郎罢职，不久判吏部铨，权知开封府。宋太宗在便殿审录囚犯，因为开封府案件积压，下诏追究开封府官属，张宏等人顿首请罪，太宗宽免了他们。太子赵恒作为开封府尹，张宏罢职为奉朝请。至道初年，出知潞州。至道二年（996年），就地转任右丞。宋真宗即位，加工部尚书。咸平初年，还朝，知审官院、通进银台封驳司。咸平二年（999年），宋真宗因为上封事的人很多，担心挤压，命张宏与王旦主管登闻鼓院，再掌吏部选。咸平四年（1001年），张宏卒，时年六十三岁。宋真宗废朝，赠右仆射，命宦官料理葬事。录用其子张可久为大理评事，张可道久太祝，张可度久奉礼郎。
张宏本分守位，不追求赫赫的声誉，多次担任显要职务，未尝败坏政事。张可久官至虞部员外郎，张可道官至国子博士，张可度官至太子中舍。

## 延伸阅读
[在维基数据编辑]
 《宋史·卷267》，出自脱脱《宋史》